# 阿南巴斯群島
阿南巴斯群島是印度尼西亞的一個群島，同时也是廖内群岛省下的一個县，位於馬來半島和加里曼丹島之間的南海地區，以東為納土納群島。群島有豐富的天然氣蘊藏量，天然氣出口至其他國家如馬來西亞和新加坡。面积637平方公里，人口約5萬人。

## 交通
- 馬塔克機場
- 勒通机场

## 外部連結
- . IndonesiaPhoto.com.   [December 15, 2005]. （原始内容存档于2010-07-14）.

3°6′N 105°40′E / 3.100°N 105.667°E